# 中國聯塑科技集團
中國聯塑集團控股有限公司、中國聯塑、聯塑，（港交所：2128，前稱），於1986年，由黃聯禧創立，公司總部位於廣東省佛山市順德區，是中國最大的塑料管道及塑料生产設備的制造企業之一，主要生產市政管道、塑料機器、建築電器等產品。
聯塑集團於2004年获得“国家免检产品”的荣誉，并通过“国际质量ISO9001、环境ISO14001、职业健康安全OHSAS18001管理体系”认证，2005年，聯塑集團的「聯塑」商標更獲得「中国驰名商标」，更被认定为“国家重点高新技术企业”之一。
2010年6月23日，中国联塑登陆香港主板，以招股价的下限2.6港元定价，集资净额约18亿港元。截至2020年6月19日收盘，中国联塑股价已达到10.9港元/股，增长达319%。中国联塑发布的2020年中报显示，上半年公司收入为人民币114.92亿元，毛利为33.8亿元。
联塑集团在海外的业务经由其下属的星迈黎亚（英語：Samanea）推行，涉足新加坡、缅甸和马来西亚等地。

## 子公司

### 广东顺德总部
- 广东省佛山市顺德区龙洲路龙江段联塑工业村
- 联塑四川联塑科技实业有限公司
- 联塑长春联塑实业有限公司
- 联塑南京联塑科技实业有限公司
- 联塑陕西联塑科技实业有限公司
- 联塑河南联塑实业有限公司
- 联塑湖南联塑科技实业有限公司
- 联塑江西联塑科技实业有限公司
- 福建联塑新材料科技有限公司
- 联塑茂名联塑建材有限公司
- 联塑浙江联塑科技实业有限公司
- 联塑安徽联塑侨裕新型建材有限公司
- 联塑山东联塑科技实业有限公司
- 联塑云南联塑科技实业有限公司
- 联塑海南联塑科技实业有限公司
- 联塑乌鲁木齐联塑科技发展有限公司
- 联塑联塑市政管道（河北）有限公司
- 联塑联塑科技发展（贵阳）有限公司
- 联塑联塑科技发展（武汉）有限公司
- 联塑南海益高卫浴厂区
- 联塑中山联塑华通钢塑管厂区
- 联塑广东鹤山领尚门窗生产基地
- 联塑鹤山联塑实业发展有限公司
- 联塑广东鹤山领尚橱柜生产基地

### 广东联塑班皓新能源科技集团有限公司
- 广东顺德涌口基地
- 广东顺德五沙基地
- 广东江门鹤山基地
- 印度尼西亚基地

### 全球
- Canada

联塑Skyreach L&S Extrusions Corp.
- America

联塑Lesso America Inc.
Lesso America Inc.
- Indonesia

联塑PT. Lesso Technology Indonesia

## 外部連結
- 官方網站（页面存档备份，存于）
- 海外官方網站（页面存档备份，存于）